# Сивашное
Сива́шное (укр. Сивашне, крымскотат. Sivaşnoye, Сивашное) — исчезнувшее село в Джанкойском районе Республики Крым, располагавшееся на северо-востоке района, «поперёк» полуострова залива Сиваш, примерно в 2,5 км к северо-востоку от современного села Стефановка.

## История
Село, судя по доступным историческим документам, возникло в 1900-х годах, поскольку впервые встречается в Статистическом справочнике Таврической губернии 1915 года, согласно которому в деревне Сивашная (6-й участок отрубов на земле Крестьянского поземельного банка) Ак-Шеихской волости Перекопского уезда числилось 27 дворов (все дворы с землёй) с русским населением в количестве 211 человек приписных жителей и 10 — «посторонних», из которых 113 мужчин и 118 женщин. Жители владели 512 десятинами удобной земли. В хозяйствах имелось 115 лошадей, 32 коровы и 4 головы мелкого скота. Сивашевка встречается и на карте Стрельбицкого, лист 49, редакции 1920 года.
После установления в Крыму Советской власти, по постановлению Крымревкома от 8 января 1921 года № 206 «Об изменении административных границ» была упразднена волостная система и в составе Джанкойского уезда был создан Джанкойский район. В 1922 году уезды преобразовали в округа. 11 октября 1923 года, согласно постановлению ВЦИК, в административное деление Крымской АССР были внесены изменения, в результате которых округа были ликвидированы, основной административной единицей стал Джанкойский район и село включили в его состав. Согласно Списку населённых пунктов Крымской АССР по Всесоюзной переписи 17 декабря 1926 года, в селе Сивашная, Антониновского сельсовета Джанкойского района, числился 21 двор, из них 20 крестьянских, население составляло 103 человека, из них 100 русских и 3 украинца. Постановлением Президиума КрымЦИКа «Об образовании новой административной территориальной сети Крымской АССР» от 26 января 1935 года был создан Колайский район (указом Президиума Верховного Совета РСФСР от 14 декабря 1944 года переименованный в Азовский) и село переподчинили новому району.
В 1944 году, после освобождения Крыма от фашистов, 12 августа 1944 года было принято постановление № ГОКО-6372с «О переселении колхозников в районы Крыма» и в сентябре 1944 года в район приехали первые новоселы (162 семьи) из Житомирской области, а в начале 1950-х годов последовала вторая волна переселенцев из различных областей Украины. С 25 июня 1946 года селение в составе Крымской области РСФСР, а 26 апреля 1954 года Крымская область была передана из состава РСФСР в состав УССР. На 15 июня 1960 года Сивашное числилось в составе Просторненского сельсовета. В 1962 году, согласно указу Президиума Верховного Совета УССР «Об укрупнении сельских районов Крымской области», от 30 декабря 1962, Азовский район был включён в состав Джанкойского. Сивашное было ликвидировано в период к 1968 году, как село Просторненского сельсовета